# Videojuego de disparos guiado
El videojuego de disparos guiado (también llamado videojuego de disparos sobre raíles por su traducción del nombre en inglés «on-rails shooter»), es un subgénero del los famosos videojuegos matamarcianos. A partir de juegos de arcade como Space Harrier de 1985, el juego bloquea al personaje del jugador en un camino establecido, permitiendo solo una desviación limitada, o directamente nula, de manera similar a una montaña rusa en un parque temático, que generalmente se realiza sobre unas vías de tren. A medida que avanzan por ese camino, los jugadores deben apuntar y disparar a los enemigos mientras esquivan proyectiles y evitan daños.

## Historia
Este subgénero surgió a partir de los juegos arcade, siendo juegos fundamentales algunos como Space Harrier (1985) y After Burner (1987), ambos desarrollados por Sega. El Star Fox original (1993) popularizó aún más este tipo de juegos, al añadir gráficos en 3D. A mediados de la década de 1990, los juegos de disparos guiados en primera persona se hicieron populares en máquinas arcade, como Time Crisis (1995) y The House of the Dead (1996). Panzer Dragoon (1995) y Panzer Dragoon II Zwei (1996) fueron dos juegos de este tipo, que se lanzaron en esa época.
Star Fox 64 se lanzó en 1997 y fue galardonado por sus gráficos, diseño de niveles y no linealidad. Fue el último juego de Star Fox centrado principalmente en disparos sobre rieles, ya que Nintendo pasó a una gama de movimientos completamente en 3D a partir de esa entrega. En contraposición a la tendencia de los juegos de combates, Pokémon Snap (1999) fue uno de los primeros juegos guiados sin violencia, que además popularizó el género de juegos de fotografía.
A partir de finales de la década de 1990, el género comenzó a perder popularidad y pasó a quedar relegado, ya que se consideró un tipo de juego demasiado superficial y poco interactivo. Si bien juegos como Rez (2001) y Panzer Dragoon Orta (2002) todavía se lanzaron durante este tiempo, su pausa duró hasta la llegada del control de movimiento en las consolas, lo que llevó a un «renacimiento» de dicho subgénero con importantes lanzamientos de terceros para revitalizar dicho estilo de juego con la pistola de luz. Entre ellas se incluyen The House of the Dead: Overkill (2009), una precuela al estilocineasta del juego original, y Dead Space: Extraction (2009), una secuela de la franquicia de terror y supervivencia, Dead Space. Los desarrolladores, ante la controversia por sus diferencias con las versiones de Xbox 360 y PS3, utilizaron el término «experiencia guiada» para describir este modo de juego. Resident Evil: The Darkside Chronicles (2009) presentó movimiento de cámara temblorosa. Sin & Punishment: Star Successor (2009) fue elogiado por sus impresionantes gráficos. Kinect tuvo sus propios juegos, como Child of Eden (2011), aunque otros desarrolladores evitaron hacer sus juegos de disparos sobre rieles, por temor a una recepción negativa.